# جونو دیاز
جونو دیاز (به انگلیسی: Junot Díaz) رمان نویس دومینیکنی-امریکایی است.
جونو دیاز در دسامبر سال ۱۹۶۸ در سانتو دومینگو جمهوری دومینیکن متولد شد. وی در هفت سالگی به آمریکا مهاجرت کرد و پس از اتمام تحصیلات دانشگاهی، استاد ادبیات خلّاقانه در دانشگاه ام‌آی‌تی شد.
محور اصلی داستان‌های کوتاه او مهاجرت است. مجلهٔ نیویورکر، جونو دیاز را در فهرست بیست نویسندهٔ تأثیرگذار قرن ۲۱ قرار داده‌است. او اولین رمانش را در سال ۲۰۰۷ به نام «زندگی کوتاه شگفت‌انگیز اسکار وایو» منتشر کرد که منجر به دریافت جایزهٔ ادبی پولیتزر در سال ۲۰۰۸ شد. در سال ۲۰۰۹ مجموعه داستان‌های کوتاه او چندین بار تجدید چاپ و مفتخر به دریافت جایزهٔ پن/مالامود، او. هنری شد و برایش شهرت جهانی به ارمغان آورد. تا قبل از اخذ جایزهٔ فوق دیاز را فقط به‌خاطر نگارش داستان‌های علمی تخیلی می‌شناختند، اما با نوشتن کتاب زندگی مختصر و مفید اُسکار وائو به شهرتی که شایسته‌اش بود رسید و بار دیگر مورد تحسین مطبوعات از جمله مجلهٔ تایم واقع شد، و این کتاب در فهرست ده اثر برتر داستانی دههٔ اول قرن ۲۱ قرار گرفت.
همچنین او برنده چند جایزه معتبر ادبی دیگر از جمله مک آرتور جینیس نیز شده‌است. دیاز در سال ۲۰۱۲ برای داستانی با عنوان «میس لورا» موفق به دریافت جایزه سندی تایمز شد.
در حال حاضر، مجموعهٔ جدیدی از داستان‌های کوتاه او زیر چاپ است.